# Monte Pisciavino
Il monte Pisciavino o punta di Vegliasco è un rilievo delle Alpi Liguri alto 597 m s.l.m..

## Toponimo
La denominazione punta di Vegliasco, derivata dell'omonima frazione di Alassio, è considerata più dotta che quella di monte Pisciavino, che ha probabilmente un'origine scherzosa (piscia il vino) legata alla coltura della vite, la cui estensione in zona era un tempo molto maggiore di quella attuale. In particolare il suo nome verrebbe dal colore che assumono i rigagnoli che vi si formano durante le piogge.

## Descrizione
Il monte Pisciavino è il punto culminante del sistema di rilievi dell’immediato entroterra di Alassio e Laigueglia, che separano la vallata del torrente Merula dal bacino del Centa. La costiera collinare prosegue verso nord-est in direzione di Albenga con il monte Castellaro (508 m) e il monte Bignone (523 m), mentre a sud-ovest dopo una insellatura la quota si rialza con i 586 m del monte Tirasso, la cui sommità è occupata dal Santuario di Nostra Signora della Guardia. Sulla cima del monte Pisciavino si trovano alcune alte antenne per telecomunicazioni. Si tratta comunque di un ottimo punto panoramico, noto da tempo anche ai viaggiatori stranieri.  Il monte Pisciavino, assieme ai rilievi circostanti, protegge Alassio dal vento di tramontana e contribuisce alla piacevolezza del clima della cittadina.

## Geologia
La zona compresa tra il monte Bignone e il Pisciavino è nota ai geologi per la presenza di sottili strati di selce.

## Accesso alla cima
Il monte Pisciavino, oltre che della viabilità di servizio per le antenne, è raggiunto da vari sentieri. In particolare è interessante la traversata da nord-est a sud-ovest, che permette di concatenare la salita ai vari rilievi che compongono la dorsale dell'entroterra di Alassio tra i quali, oltre al monte Pisciavino, anche il monte Bignone, il monte Castellaro e il monte Tirasso, che ospita il santuario di Nostra Signora della Guardia. La salita al Pisciavino è anche popolare tra gli appassionati di MTB.